# Alectra pseudobarleriae
Alectra pseudobarleriae là loài thực vật có hoa thuộc họ Cỏ chổi. Loài này được (Dinter) Dinter mô tả khoa học đầu tiên năm 1917.